# Les Visiteurs
Les Visiteurs é um filme de comédia e fantasia francês dirigido por Jean-Marie Poiré e lançado em 1993. Nesta comédia, um cavaleiro do século XII e seu servo viajam no tempo até 1993 e se encontram perdidos na sociedade moderna.
O filme teve um grande sucesso de bilheterias na França em 1993, tendo 13.782.846 vendas de ingressos e continua a ser o quinto maior filme francês de todos os tempos. A publicidade para o filme usou o lema Ils ne sont pas nés d'hier ("Eles não nasceram ontem"). Reno e Clavier retomaram seus papéis em uma sequência em 1998, no remake estadunidense Just Visiting em 2001 e uma segunda sequência em 2016. O castelo de Ermenonville, no departamento de Oise, serviu de decoração para o castelo de Montmirail nos tempos atuais e a Cité De Carcassonne para o período medieval.

## Sinopse
No ano de 1123, o conde de Montmirail acidentalmente mata o pai de sua noiva e pede a um mago que o leve de volta no tempo para mudar a situação. A magia, porém, sai ao contrário, Papincourt e seu fiel escudeiro vão parar na França de 1993, onde se veem forçados a conviver com os seus descendentes. A confusão gerada é enorme e o regresso ao século XII, para casar com a querida Frénégonde, é extremamente difícil. Começa aí a jornada do cavaleiro da Idade Média e seu fiel escudeiro, pela Selva de Pedra Moderna, com muito choque cultural/temporal e um tom, ritmo e piadas que só atores/diretor/cinema francês poderia dar.

## Elenco
- Christian Clavier ... Jacquouille la Fripouille/Jacquard
- Jean Reno ... Godefroy de Papincourt, Comte de Montmirail
- Valérie Lemercier ... Frénégonde de Pouille/Béatrice de Montmirail
- Marie-Anne Chazel ... Ginette la clocharde
- Christian Bujeau ... Jean-Pierre
- Isabelle Nanty ... Fabienne Morlot
- Gérard Séty ... Edgar Bernay
- Didier Pain ... Louis VI le Gros
- Jean-Paul Muel ... Marechal des Logis Gibon
- Arielle Séménoff ... Jacqueline
- Michel Peyrelon ... Edouard Bernay
- Pierre Vial ... Wizard Eusebius/Monsieur Ferdinand
- François Lalande ... Priest
- Didier Bénureau ... Intern Beauvin
- Frédéric Baptiste ... Freddy